# Hubers (Gestratz)
Hubers (westallgäuerisch: im Huəbərs) ist ein Gemeindeteil der Gemeinde Gestratz im bayerisch-schwäbischen Landkreis Lindau (Bodensee).

## Geographie
Die Einöde liegt circa 1,5 Kilometer nordöstlich des Hauptorts Gestratz und zählt zur Region Westallgäu.

## Ortsname
Der Ortsname stammt vom Familiennamen Huber und bedeutet (Ansiedlung) des Huber.

## Geschichte
Hubers wurde erstmals im Jahr 1448 mit Peter Nell zum Hubers urkundlich erwähnt. Der Ort gehörte einst dem Gericht Grünenbach in der Herrschaft Bregenz an. 1818 wurden zwei Wohngebäude in Hubers gezählt.